# Man Gomito
Jorge Ramos Gomes  (Luanda, 9 de dezembro de 1970), conhecido pelo pseudónimo de Man Gomito, é um jornalista angolano. Com mais de duas décadas no mundo da comunicação social, é a voz de maior audiência em Angola.

## Biografia
Jorge Gomes conhecido também por "Man Gomito", é pai de três filhas, Raissa Rafaela e Rayanne, com mais de 25 anos de profissão, no mundo da comunicação social, tornou-se num mediático jornalista da capital de Angola, com apresentação do programa “Grande Informação” da rádio mais. É conhecido como o senhor do “Tá tudo á toa” reflexo do Slogan que se popularizou entre os ouvintes da Rádio Mais.
Segundo os resultados do estudo conduzido pela MIRA (Market Research & Business Intelligence) no primeiro trimestre de 2024, revelaram uma clara preferência dos angolanos pelo apresentador Jorge Gomes, facto que o coloca em primeiro lugar nos jornalistas mais ouvidos de Angola.

## Início da Carreira
Man Gomito Começou a sua carreira em 1988, na Rádio Luanda do grupo rádio nacional de Angola (RNA), no programa Discolândia. Jorge trabalhou por uma temporada na rádio Luanda e na Rádio 5. 
Depois de ter assinado o contrato na rádio MFM, Man Gomito estreiou-se no seu novo programa no dia 4 de fevereiro de 2021.
Jorge Gomes, apresentou o programa de trânsito todas as manhãs da rádio mais, ajudando na mobilidade dos automobilistas, entretendo os seus ouvintes, com o seu humor e carisma.